# Palais Antônio Lemos
Le palais Antônio Lemos (en portugais brésilien : Palácio Antônio Lemos), appelé à l'origine « Palacete Azul » ou « Casa no Largo do Palácio », également appelé musée d'art de Belém, est un bâtiment public, un palais, un musée et l'hôtel de ville de Belém, construit en 1860 par José Coelho da Gama e Abreu (pt),, dans le contexte de la fièvre du caoutchouc. Il est situé dans le quartier de Cidade Velha (pt) (vieille ville).
Depuis 1994, c'est le siège officiel du Pouvoir Municipal et du Musée d'Art de Belém (pt) (MABE),.

## Historique
Initialement, sa dénomination est Palacete Azul (« Palais Bleu »), en raison de la couleur de sa façade. Il est rebaptisé dans les années 1950 en l'honneur d'Antônio Lemos (pt), intendant de la capitale dans la période 1897-1911, responsable de la gestion de la ville, de son processus d'urbanisation et de modernisation.
En 1860, le bâtiment est conçu par José da Gama Abreu, dans le style néoclassique tardif. En 1883, il est agrandi, et des modifications sont apportées par Antônio José Landi (pt). Toujours en 1911, l'intendant Antonio Lemos ajoute des revêtements, des meubles et des objets selon la mode européenne, signés par des maîtres tels que Capranesi, De Angelis et Teodoro Braga, rivalisant avec Rio de Janeiro et São Paulo.

## Monument classé
Le Palais est protégé par l'Institut du patrimoine historique et artistique national (IPHAN). Dans la zone se trouvent d'autres bâtiments protégés au titre du patrimoine : les quais Ver-o-Peso, la place Relógio (pt), la place Dom Pedro II, le palais Lauro Sodré (pt) (palais du gouvernement) et le Solar da Beira.